# Babymons7er
BabyMons7er là đĩa mở rộng đầu tay của nhóm nhạc nữ Hàn Quốc BabyMonster. EP được phát hành vào ngày 1 tháng 4 năm 2024 bởi YG Entertainment.

## Bối cảnh và phát hành
BabyMonster ra mắt vào ngày 27 tháng 11 năm 2023, cùng việc phát hành đĩa đơn "Batter Up" với nhóm gồm sáu thành viên. Thành viên Ahyeon vì vấn đề sức khỏe cá nhân nên đã không thể tham gia các hoạt động của nhóm và bị loại khỏi đội hình ra mắt. Ngày 31 tháng 12, người sáng lập YG Entertainment Yang Hyun-suk đã công bố kế hoạch phát hành EP đầu tiên của nhóm vào tháng 4 năm 2024, sau khi phát hành đĩa đơn "Stuck in the Middle" vào ngày 1 tháng 2 năm 2024. Thông báo tiếp theo của Yang Hyun-suk vào ngày 24 tháng 1 năm 2024, tiết lộ rằng Ahyeon đã khỏi bệnh và sẽ tái gia nhập nhóm để quảng bá EP sắp tới của BabyMonster vào tháng 4. Các đĩa đơn đã phát hành trước đó của nhóm cũng được thu âm lại cùng Ahyeon.
Ngày 28 tháng 2, YG Entertainment chính thức thông báo phát hành EP đầu tiên của nhóm mang tên BabyMons7er, dự kiến phát hành vào ngày 1 tháng 4. Ngày 10 tháng 3, YG tung ra trailer cho đĩa mở rộng. Ngày 18 tháng 3, Yang Hyun-suk công bố danh sách bài hát nằm trong EP.

## Sáng tác
Trong thông báo của Yang Hyun-suk về danh sách ca khúc của EP, ông mô tả ca khúc chủ đề "Sheesh" là một bài hát hip-hop với phần điệp khúc mạnh mẽ và giai điệu u ám hơn so với đĩa đơn đầu tay "Batter Up" của nhóm. Ông cũng cho biết thêm rằng ca khúc "Like That" được ca sĩ kiêm nhạc sĩ người Mỹ Charlie Puth sáng tác tặng cho nhóm, sau khi bản cover ca khúc "Dangerously" của thành viên Ahyeon đã thu hút sự chú ý của nhiều người hâm mộ trên toàn cầu, trong đó có chính Charlie Puth. Ca khúc "Dream" trước đó đã được phát hành không chính thức cho chương trình thực tế trước khi ra mắt BabyMonster Last Evaluation.

## Đánh giá chuyên môn
| Đánh giá chuyên môn | Đánh giá chuyên môn |
| Nguồn đánh giá      | Nguồn đánh giá      |
| Nguồn               | Đánh giá            |
| ------------------- | ------------------- |
| NME                 | [ 10 ]              |

Carmen Chin từ NME đánh giá album hai trên năm sao, phê phán nỗ lực của nhóm để tạo ra danh tính riêng trong lúc tái sử dụng nguyên liệu nhạc từ Blackpink. Mặc dù một số ca khúc cho thấy sự tiềm năng, nhưng tổng thể, album không đạt được mục tiêu xây dựng hình ảnh riêng biệt và độc đáo cho nhóm.

## Danh sách bài hát
| Danh sách bài hát của BabyMons7er | Danh sách bài hát của BabyMons7er | Danh sách bài hát của BabyMons7er                        | Danh sách bài hát của BabyMons7er             | Danh sách bài hát của BabyMons7er       | Danh sách bài hát của BabyMons7er |
| STT                               | Nhan đề                           | Phổ lời                                                  | Phổ nhạc                                      | Phối khí                                | Thời lượng                        |
| --------------------------------- | --------------------------------- | -------------------------------------------------------- | --------------------------------------------- | --------------------------------------- | --------------------------------- |
| 1.                                | "Monsters" (Intro)                | Jared Lee                                                | Ice Dee.P J. Lee                              | Dee.P Ice                               | 0:44                              |
| 2.                                | "Sheesh"                          | Choice37 Sonny Lil G LP Choi Hyun-suk Sandra Wikström    | Choice37 LP YG Sonny Lil G Choi Wikström      | LP Choice37 YG Dee.P                    | 2:50                              |
| 3.                                | "Like That"                       | Charlie Puth Jacob Kasher Hindlin Choice37 J. Lee        | Puth Hindlin                                  | Puth Count Baldor                       | 2:48                              |
| 4.                                | "Stuck in the Middle" (7 version) | J. Lee Dan Whittemore                                    | Dee.P J. Lee Whittemore                       | Dee.P                                   | 4:06                              |
| 5.                                | "Batter Up" (7 version)           | J. Lee YG Asa Choi Lee Chan-hyuk Where the Noise BigTone | Chaz Mishan YG Dee.P J. Lee Asa               | YG Dee.P Mishan                         | 3:08                              |
| 6.                                | "Dream"                           | J. Lee Choice37 Whittemore Sonny Lil G                   | J. Lee Choice37 Whittemore Sonny Hae LP Lil G | Choice37 Hae LP J. Lee Whittemore Sonny | 3:03                              |
| 7.                                | "Stuck in the Middle" (Remix)     | J. Lee Whittemore                                        | Dee.P J. Lee Whittemore                       | LP Choice37                             | 3:19                              |
| Tổng thời lượng:                  | Tổng thời lượng:                  | Tổng thời lượng:                                         | Tổng thời lượng:                              | Tổng thời lượng:                        | 20:01                             |

## Bảng xếp hạng
| Bảng xếp hạng (2024)                  | Thứ hạng cao nhất |
| ------------------------------------- | ----------------- |
| Album Nhật Bản (Oricon)               | 6                 |
| Japanese Combined Albums (Oricon)     | 7                 |
| Japanese Hot Albums (Billboard Japan) | 17                |
| South Korean Albums (Circle)          | 3                 |
| Album Anh Quốc Digital (OCC)          | 69                |
| US World Albums (Billboard)           | 15                |

## Lịch sử phát hành
| Khu vực   | Ngày               | Định dạng                  | Hãng |
| --------- | ------------------ | -------------------------- | ---- |
| Hàn Quốc  | 1 tháng 4 năm 2024 | CD                         | YG   |
| Nhiều nơi | 1 tháng 4 năm 2024 | Digital download streaming | YG   |